# Neotinea
A Neotinea az egyszikűek (Liliopsida) osztályának spárgavirágúak (Asparagales) rendjébe, ezen belül a kosborfélék (Orchidaceae) családjába tartozó nemzetség.

## Előfordulásuk
A Neotinea-fajok előfordulási területe Európa, Észak-Afrika és Ázsia mérsékelt övi részei.

## Rendszerezés
A nemzetségbe az alábbi 4 faj és 1 hibrid tartozik:
- Neotinea lactea (Poir.) R.M.Bateman, Pridgeon & M.W.Chase
- Neotinea maculata (Desf.) Stearn - típusfaj
- tarka pettyeskosbor (Neotinea tridentata) (Scop.) R.M.Bateman, Pridgeon & M.W.Chase
- sömörös pettyeskosbor (Neotinea ustulata) (L.) R.M.Bateman, Pridgeon & M.W.Chase

- Neotinea × dietrichiana (Bogenh.) H.Kretzschmar, Eccarius & H.Dietr.

## Képek

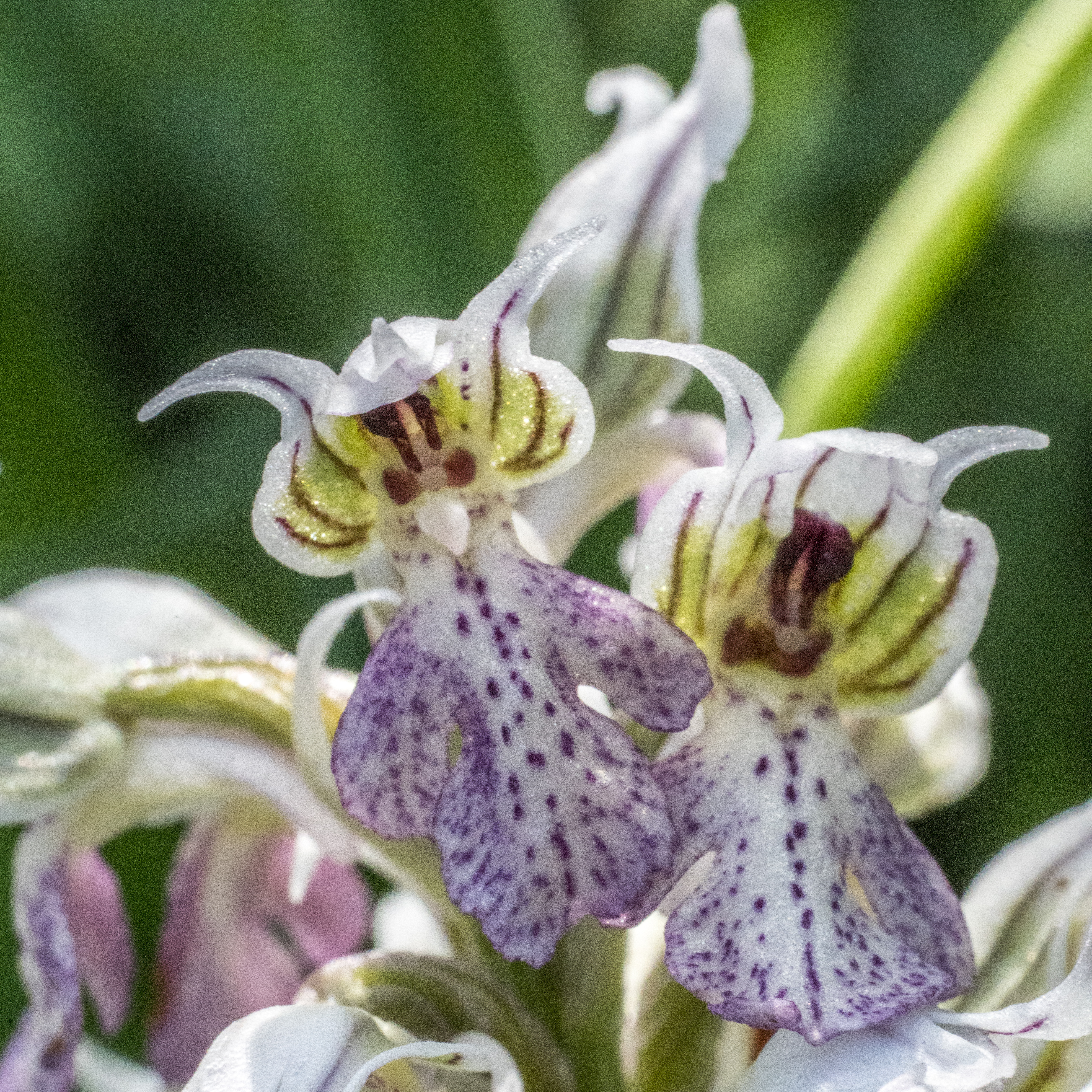
Neotinea lactea
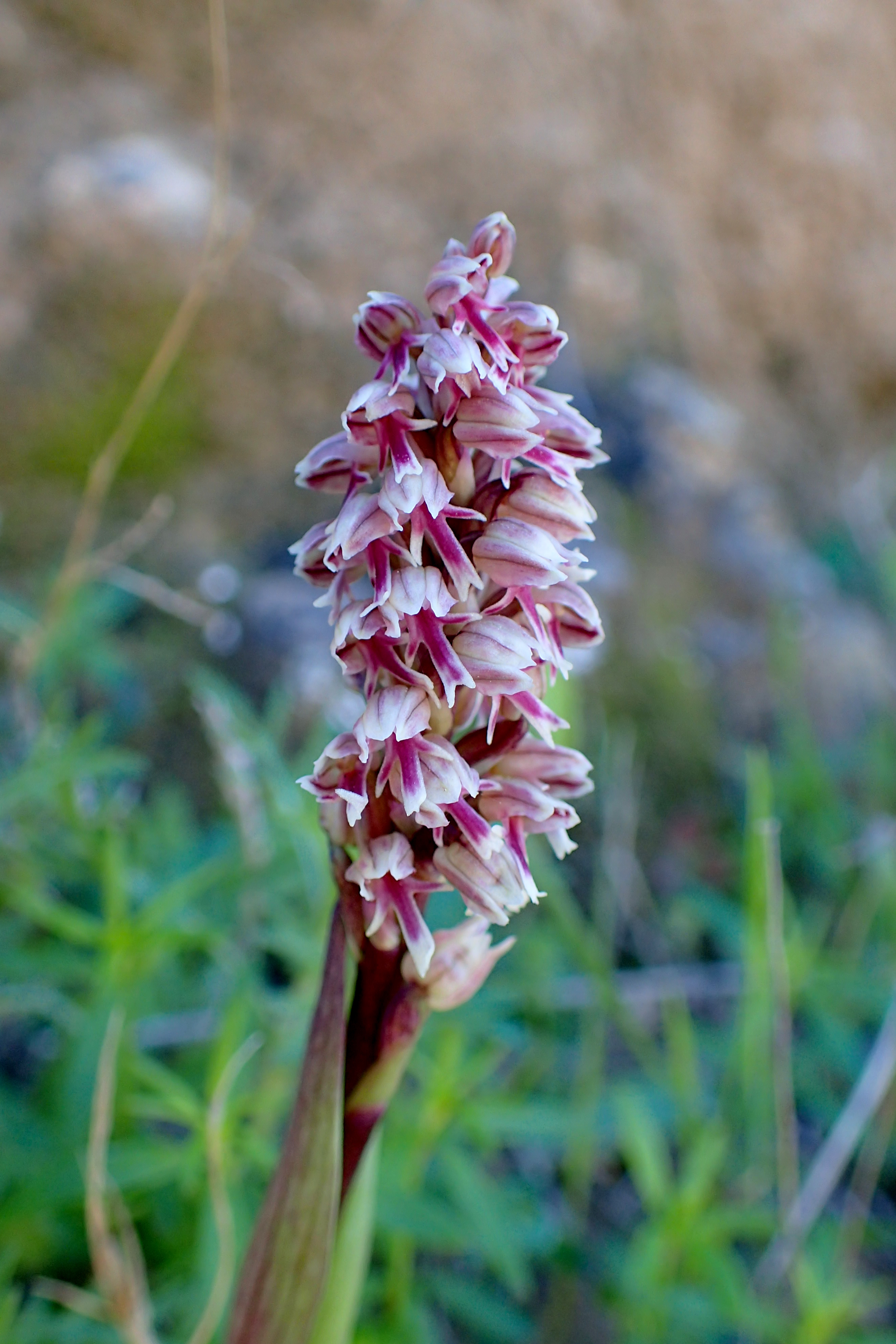
Neotinea maculata
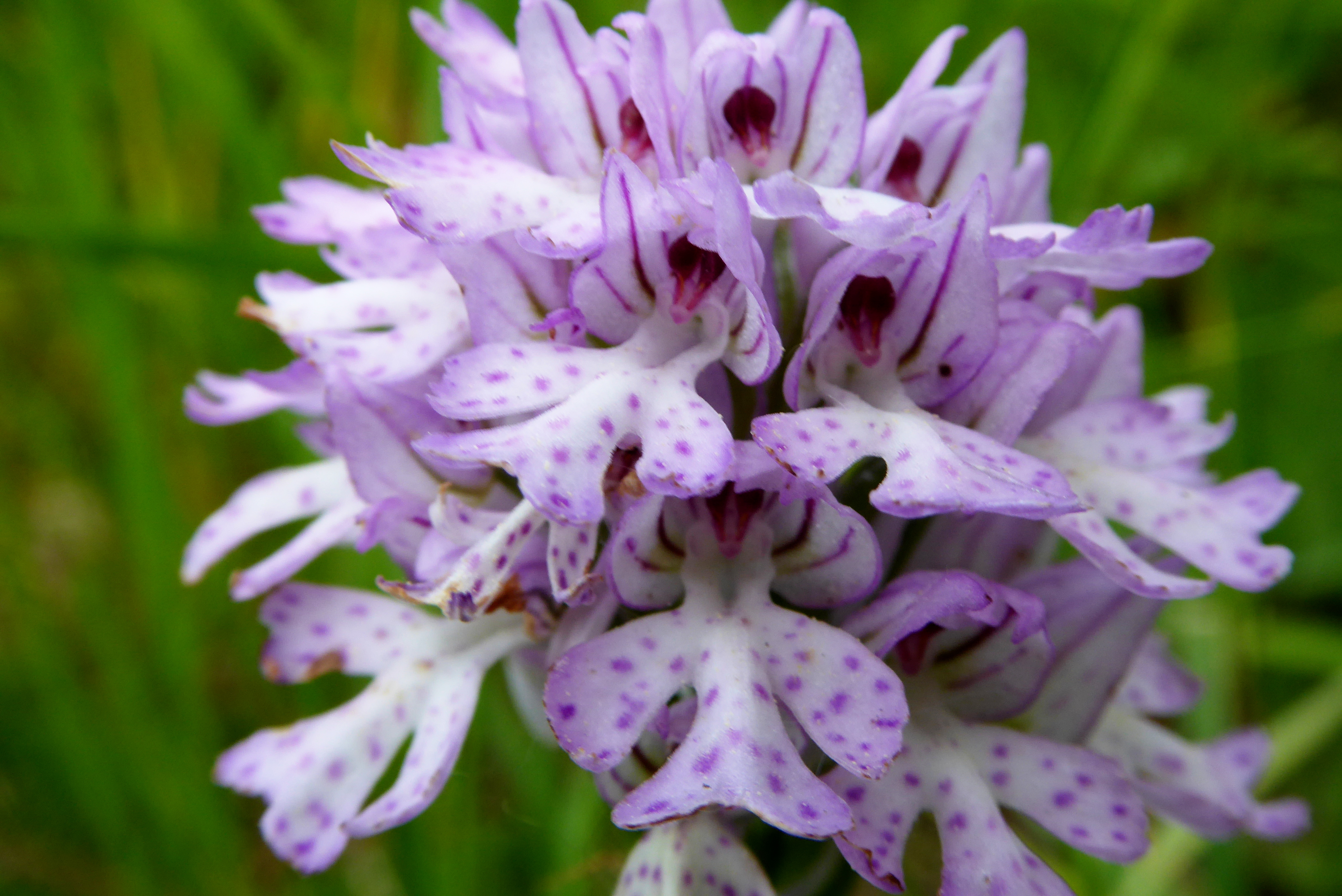
Neotinea tridentata
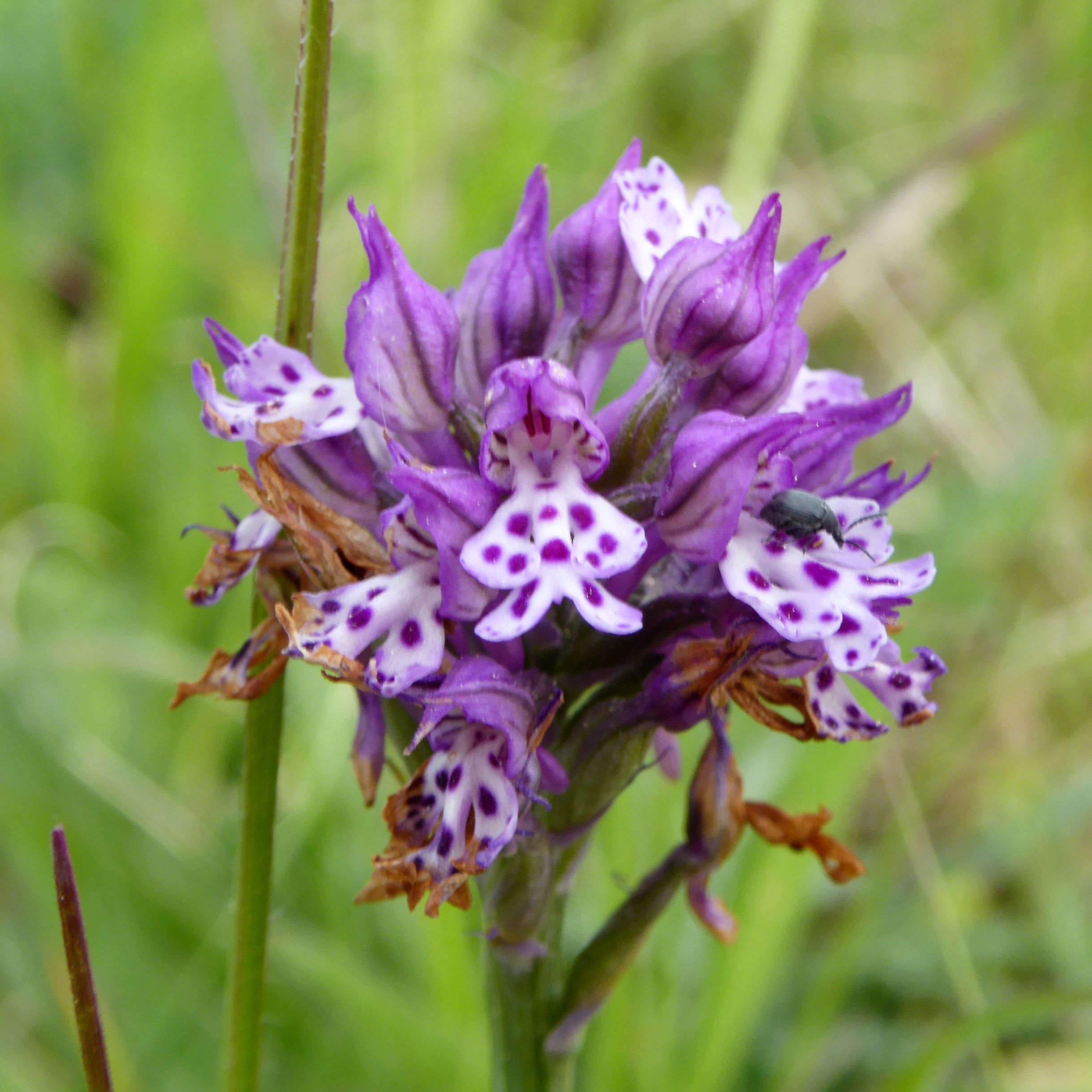
Neotinea × dietrichiana